# 大塘镇 (桂东县)
大塘镇为湖南省桂东县下辖镇，2011年由大塘乡改设。全镇辖1社区9个行政村；政府驻大塘墟。

## 历史沿革
驻地地形象一个大池塘，得名大塘。民国时期属中和乡，1949年第二区大塘乡，1958年与新坊合并为火炬公社，1962年与新坊分设，成立大塘公社。1984年改为大塘乡，全乡总面积62.1平方公里。2011年改设镇。

## 行政区划
大塘镇下辖水口山社区、春峰村、盆洞村、洞口村、大塘村、东坡村、船塘村、蕉源村、蛟州村和全溪村。